# Rio Linhas Aéreas
Rio Linhas Aéreas era una compagnia aerea cargo brasiliana con sede a Curitiba.

## Storia
La compagnia aerea operava originariamente con il nome di JetSul. Nel 1998, tuttavia, sospese le sue operazioni per ristrutturarsi. Nel 2007 avviò studi e test preliminari. I servizi cargo iniziarono nel 2008, dopo aver ottenuto l'approvazione normativa. Aveva accordi di code sharing con Globex Cargo e Smart Cargo, come anche contratti per voli notturni per il trasporto di posta e pacchi per Correios (Servizio Postale Brasiliano). Nel 2014, il Consiglio Amministrativo per la Difesa Economica (CADE) approvò l'acquisto del 49,99% da parte di Correios, ma l'acquisizione non fu completata.

## Infrastrutture
Nel suo hub di Curitiba, la compagnia aerea disponeva di un magazzino di 12.000 metri quadrati (129.166 piedi quadrati), con un'infrastruttura completa per la gestione, l'amministrazione e il controllo delle operazioni della compagnia aerea.

## Flotta
A partire da gennaio 2017, la Rio Linhas Aéreas non disponeva più di alcun aereo. La compagnia aerea in precedenza operava due Boeing 767-200 in leasing e cinque Boeing 727-200.